# Maki Kaji
Maki Kaji (鍜治 真起, Kaji Maki), né le 8 octobre 1951 à Sapporo et mort le 10 août 2021 à Mitaka, est le président de Nikoli Co., Ltd., un fabricant japonais de casse-têtes. Il est largement connu comme « le père du Sudoku » pour son rôle dans la popularisation du jeu de chiffres,. Il meurt à l'âge de 69 ans des suites d'un cancer des voies biliaires.

## Biographie

### Jeunesse
Maki Kaji naît à Sapporo, Hokkaido, le 8 octobre 1951,.
Son père travaille comme ingénieur dans une entreprise de télécommunications, sa mère est employée dans une boutique de kimonos. Maki Kaji fréquente le lycée Shakujii dans sa ville natale, avant d'étudier la littérature à l'université Keiō. Cependant, il abandonne au cours de sa première année. Après une succession d'emplois, dont ceux de roadie, de serveur et d'ouvrier du bâtiment, il se lance dans l'édition.

### Carrière
En 1980, il lance un magazine trimestriel de casse-têtes intitulé Nikoli. Il donne au magazine le nom d'un cheval de course qui a remporté la course de 1980 2000 guinées Stakes en Irlande,. Trois ans plus tard, en 1983, il fonde une entreprise sous le même nom. Le magazine, principal produit de la société, se développe pour compter 50 000 lecteurs par trimestre.
Le jeu de chiffres Sudoku apparaît dans les premiers numéros de Nikoli. Après que le jeu s'est répandu en Grande-Bretagne, et aux États-Unis, il devient très populaire.
Il invente ou introduit divers autres jeux de réflexion, tels que Masyu.

### Vie personnelle
Maki Kaji est marié à Naomi jusqu'à sa mort. Ensemble, ils ont deux enfants.

### Mort
Maki Kaji meurt le 10 août 2021 à l'âge de 69 ans d'un cancer des voies biliaires, à son domicile de Mitaka, à Tokyo.